# Luis Toranzos
Luis Toranzos (Concepción,27 de agosto de 1911 - Asunción, 28 de marzo de 1992 ) fue un pintor y acuarelista paraguayo. 

## Primeros pasos
Expuso por primera vez en 1940 en el Taller de don Ignacio Núñez Soler. Desde entonces participó en numerosas exposiciones colectivas en el Ateneo Paraguayo, el Centro Cultural Paraguayo Americano, el “Salón Primavera” de la Casa Argentina, la Dirección General de Turismo, el Primer Salón Municipal de Arte, el Centro Cultural Juan de Salazar y la Cámara Junior, todas entidades de Asunción, capital del Paraguay.

## Trayectoria
En 1947 expuso en forma colectiva con Modesto Delgado Rodas, Pablo Alborno, Jaime Bestard y Roberto Holden Jara, nombres éstos fundamentales en la plástica paraguaya del siglo XX. Participó asimismo de la III Bienal de San Pablo (Brasil) como integrante del Centro de Artistas Plásticos del Paraguay.
Desde 1980, luego de varios años de inactividad, volvió al arte y expuso regularmente en varias galerías asuncenas tales como Arte-Sanos, Sepia y Casa-Taller.
En el Centro de Estudios Brasileños obtuvo una mención honorífica en el concurso de homenaje al Cincuentenario de la Guerra del Chaco auspiciado por la entidad Amigos del Arte.
Realizó innumerables exposiciones en ciudades del interior del Paraguay tales como Encarnación, San Bernardino y Ciudad del Este.
Ilustró el libro «El terruño», de Claudio Romero. 

## Últimos años
Falleció en Asunción el 28 de marzo de 1992.